# Cerotoma ruficornis
Cerotoma ruficornis är en skalbaggsart som först beskrevs av Olivier 1791.  Cerotoma ruficornis ingår i släktet Cerotoma och familjen bladbaggar.

## Underarter
Arten delas in i följande underarter:
- C. r. ruficornis
- C. r. sexpunctata